# 翼の王国
『翼の王国』（つばさのおうこく）は、日本の大手航空会社、全日本空輸（ANA）と、そのグループ会社の機内誌である。正式名称はANAグループ機内誌『翼の王国』。
1960年に創刊、毎月1日に発行されている。旅行情報を基本に、国内外の文化、自然、食物、人々の暮らしなどが紹介されている。
『TSUBASA -GLOBAL WINGS-』は、その外国語版であり、日本語に加え、外国語（英語・中国語）の記事が掲載されている。
2021年4月号からは、誌面がデジタル化され、ANAのアプリなどを通じ、乗客自身のスマホなどで見られるようになった。これに伴い、機内搭載分は版元がA4判からA5判に小型化された。
2022年10月号から誌面が刷新され、版元がA5判からB5判に変更となった。また、専用のWEBサイトもリリースされた。
ANAグループ各社およびANAとコードシェア（共同運航）を行っているAIR DO（エア・ドゥ）、ソラシドエア、スターフライヤー、IBEXエアラインズなどが運航する便の機内に搭載されているものは無料で持ち帰ることができる。また、定期購読・バックナンバーによる購入も可能である。
表紙のイラストは吉田カツが手掛けていた。